# Caprimulgus madagascariensis
Il succiacapre del Madagascar (Caprimulgus madagascariensis Sganzin, 1840) è un uccello della famiglia Caprimulgidae, diffuso in Madagascar e nelle Seychelles.

## Tassonomia
Sono note due sottospecie:
- Caprimulgus madagascariensis madagascariensis Sganzin, 1840 - endemica del Madagascar
- Caprimulgus madagascariensis aldabrensis Ridgway, 1894 - endemica di Aldabra